# Expoziția „Curtea Domnească”
Expoziția „Curtea Domnească” este un muzeu județean din Piatra-Neamț, amplasat în Str. Ștefan cel Mare nr. 4. Spațiul, situat în apropierea Liceului Petru Rareș și a ctitoriilor lui Ștefan cel Mare, adăpostește materiale tridimensionale și documente referitoare la Curtea Domnească, atestată documentar la 20 aprilie 1491.